# Сокас
Со́кас (Сакас, Сока; устар. Сокка; латыш. Sokas ezers, Kodajezers, Kodaja ezers, Soka ezers, Sokka ezers) — дистрофное озеро Талавской низменности на севере Латвии у границы с Эстонией. Располагается на территории Стайцельской волости Алойского края. Относится к бассейну реки Пярну.
Озеро Сокас находится в одноимённом верховом болоте на западе заказника Зиемелю-Пурви. Длина озера — 1,45 км, максимальная ширина — 0,95 км. Площадь водной поверхности — 94 га. Средний уровень уреза воды — 51,5 м над уровнем моря. Наибольшая глубина — 4,2 м, средняя — 1,8 м. Котловина округлая. Берега торфянистые, труднодоступны.
Вода в озере коричневатого оттенка (124—126 по шкале Pt/Co), кислая (pH 4,95—5,02), прозрачность — 0,85 м.
Площадь водосборного бассейна озера равняется 5,6 км². С северной стороны из озера вытекает река Рейу, левый приток Пярну.
Ихтиофауна бедная; водится окунь, карп, линь.